# Pátek (zámek)
Pátek je zámek ve stejnojmenné vesnici u Peruce v okrese Louny v Ústeckém kraji. Stojí na návrší nad pravým břehem řeky Ohře, asi patnáct kilometrů severovýchodně od Loun. Je chráněn jako kulturní památka České republiky a v návštěvních hodinách je přístupný veřejnosti.
Nejstarším sídlem ve vsi bývala tvrz, kterou nechal Jan Popel z Lobkovic přestavět na renesanční zámek. Dochovanou barokní podobu zámek získal až na konci sedmnáctého století za Ditrichštejnů.

## Historie

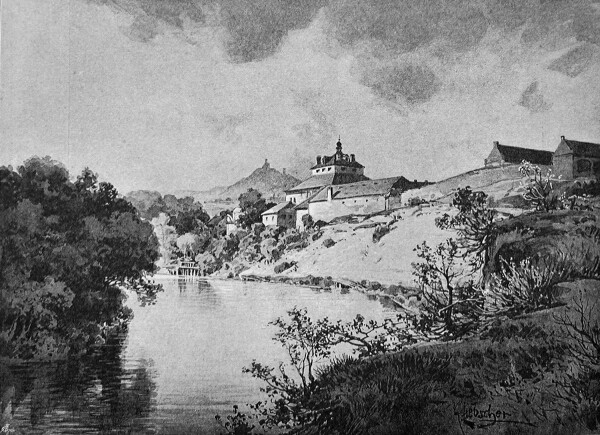
Pátek na obraze Karla Liebschera (1851–1906)

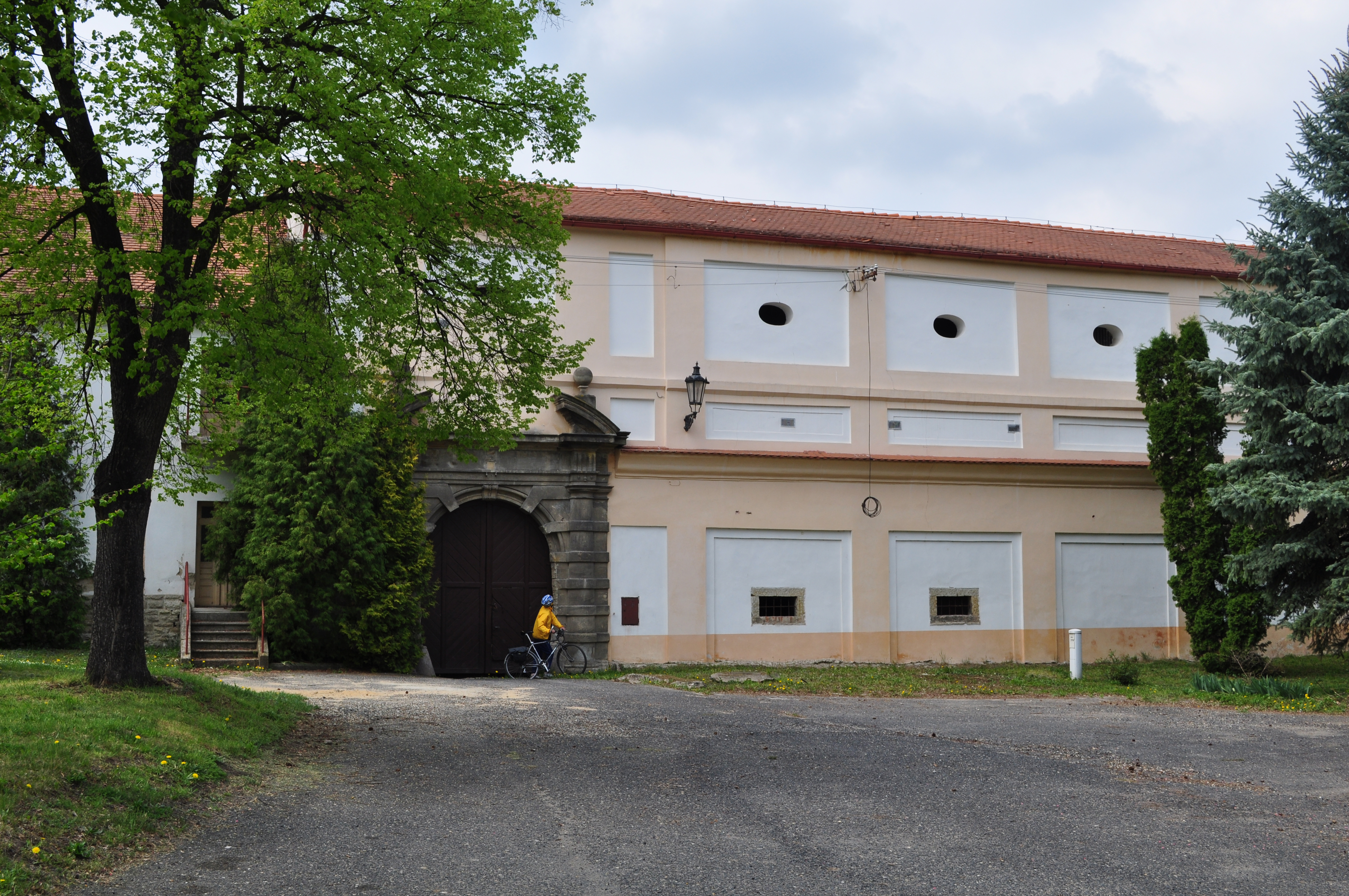
Vstupní brána do areálu zámku

Předchůdcem páteckého zámku byla tvrz vybudovaná v blíže neznámé době strahovským klášterem. První písemná zmínka o ní je z roku 1374 a nachází se v klášterním urbáři. Podle něj ke zdejšímu klášternímu panství patřily také vsi Radonice nad Ohří, Stradonice, Volenice a Kystra.
Vesnice s tvrzí patřila klášteru až do začátku husitských válek, ale změny majitelů během nich jsou nejasné. Podle Augusta Sedláčka král Zikmund vesnici roku 1420 věnoval Janovi z Vartenberka a roku 1436 Jakoubkovi z Vřesovic. Podle jiné varianty dějin se Jakoubek vesnice zmocnil už roku 1421. Král Zikmund ji zapsal Janovi z Vartenberka za pomoc v boji s husity, ale Jakoubek ji odmítl vydat. Císař mu její držení nakonec roku 1436 ústně potvrdil, ale nevydal žádnou listinu. V polovině patnáctého století probíhala revize šlechtického majetku, a protože Jakoubek neměl žádný doklad o svém vlastnictví, musel Pátek roku 1454 přenechat Vilémovi z Konic.
Roku 1478 (1474) Vilém z Konic Pátek postoupil Jindřichovi staršímu z Klinštejna a na Toužetíně. Po něm jej roku 1480 drželi jeho synové Jan, Jindřich a Čeněk z Klinštejna. Z nich se nakonec jediným majitelem stal Jan, který zemřel na přelomu patnáctého a šestnáctého století. Statek po něm zdědili synové Jindřich a Jan z Klinštejna, ale podle potvrzovací listiny krále Vladislava z roku 1504 patřily určité podíly i jejich strýcům. Od roku 1510 byl jediným vlastníkem Jan z Klinštejna, kterému král Ludvík roku 1523 povolil tvrz se dvory a mlýny opravit. Jan z Klinštejna žil ještě v roce 1533. Pátek zdědila jeho dcera Magdaléna, které byl ale vyplacen a 12. prosince 1543 svěřen do správy Jana z Lobkovic, který Pátek v roce 1545 získal do dědičného vlastnictví pro sebe a své děti. Z neznámých důvodů byl však majitelem tvrze v letech 1557–1560 Bedřich Mičan z Klinštejna. Jan z Lobkovic nechal někdy v letech 1544–1557 tvrz přestavět. V jejím areálu založil mlýn s atikovými štíty a částečně dochovanými figurálními a ornamentálními sgrafity.
Jan z Lobkovic zemřel roku 1570 a pátecký statek připadl jeho synovi Kryštofu z Lobkovic. Císař Rudolf II. roku 1587 zvýšil cenu zástavy o třináct tisíc tolarů. Koruna ani Strahovský klášter neměly dostatek prostředků k vyplacení majetku, a proto byl v roce 1594 Kryštofovi Pátek zapsán do zemských desek jako dědičný majetek. Po Kryštofovi zámek zdědil syn Jan Kryštof z Lobkovic, ale ten zemřel bezdětný už v roce 1614. Páteckou část jeho majetku zdědili Jan Libštejnský z Kolovrat, Alžběta z Lobkovic a Vilém mladší z Lobkovic, zatímco vdova Benigna Kateřina z Kolovrat dostala Divice.
Od dědiců Pátek roku 1614 koupil Štěpán Jiří ze Šternberka, kterému patřily také Postoloprty. Po jeho smrti v roce 1625 Pátek zdědil Adam ze Šternberka, ale zemřel už roku 1633, kdy byl jeho syn Jan Štěpán ze Šternberka ještě nezletilý. Když v roce 1657 Jan Štěpán zemřel, vdova Anna Františka se provdala za Jana Karla Hložka ze Žampachu. O rok později však o Pátek přišla, protože zadlužený statek byl přidělen Janu Hanušovi Nosticovi z Nostic a na Kounově. Jan Karel Hložek ze Žampachu pátecký statek vyplatil a krátce poté jej spolu s žerotínským panstvím odkázal manželce.

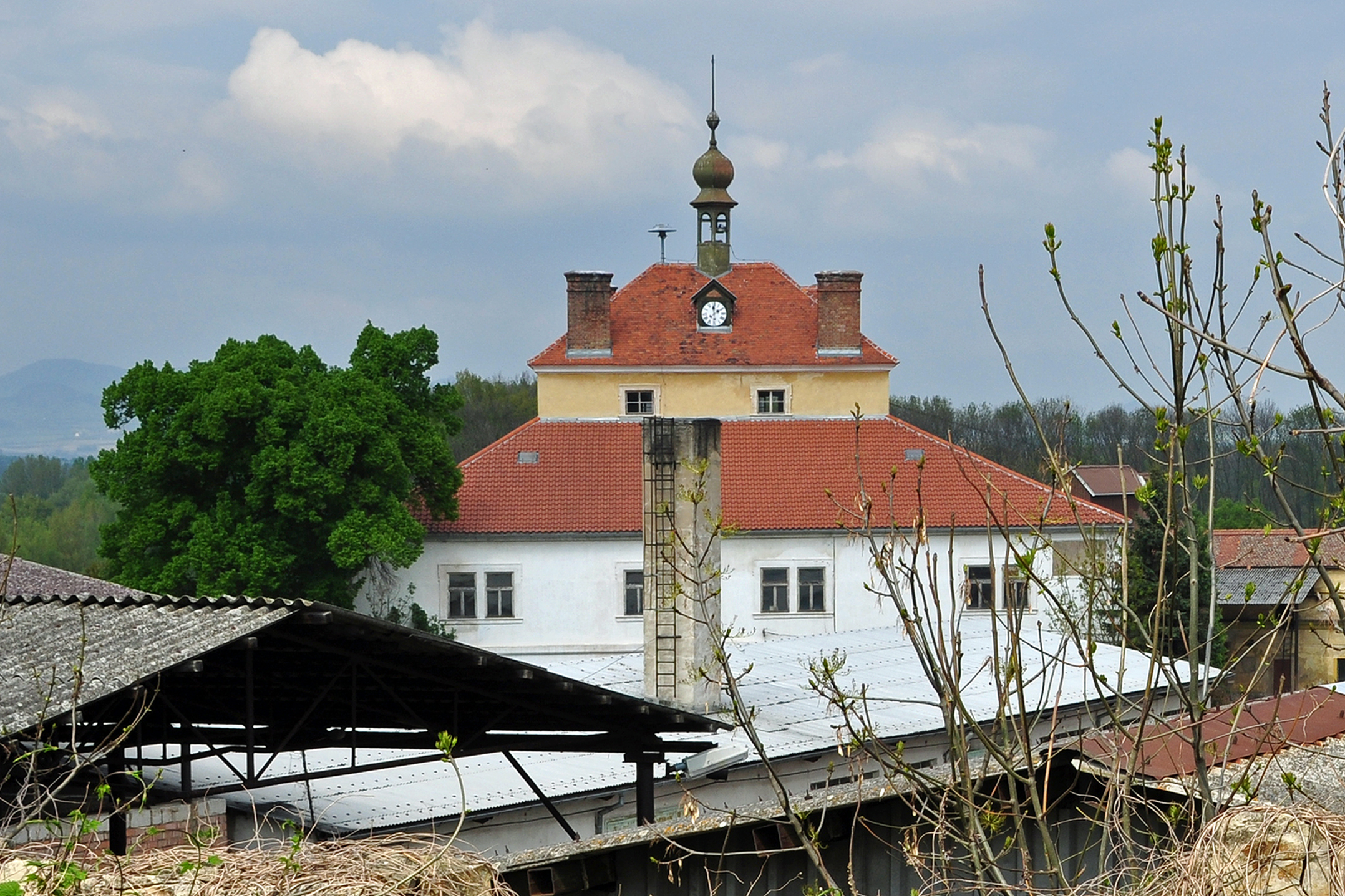
Hlavní budova s pavilonovou nástavbou

Následující údaje uvedl August Sedláček zřejmě chybně. Jan Karel Hložek ze Žampachu podle něj zemřel v roce 1679 a vdova o několik týdnů později statek prodala Ludmile Benigně Šternberkové, rozené Kavkové z Říčan. Její dědic hrabě Václav Vojtěch ze Šternberka roku 1676 prodal panství Budyně a Libochovice včetně Pátku Gundakarovi z Ditrichštejna. Podle Rudolfa Anděla prodala vdova po Hložkovi Pátek přímo Gundakarovi už v roce 1676.
Gundakar z Ditrichštejna nechal starou tvrz zbořit a na jejím místě postavit nový zámek v barokním slohu. Stavba podle plánů Antonia della Porty začala po jeho smrti v roce 1693. Strahovský klášter se však celé sedmnácté století snažil o opětovné získání statku, čehož dosáhl v roce 5. září 1710, když Ditrichštejnům vyplatil částku ve výši padesáti tisíci zlatých.
Klášteru pátecký statek patřil až do roku 1945. Poté zámecká budova sloužila Okresní politické škole internátní, později v ní byl Oblastní zemědělský archiv (včetně rodinného archivu Lobkoviců), od roku 1961 měl v zámku kanceláře místní národní výbor, který zde provozoval veřejnou knihovnu a vývařovnu jednotného zemědělského družstva, a sídlila zde mateřská škola. V letech 2003–2009 byl zámek o letních víkendech přístupný veřejnosti. Od roku 2021 byl zámek přístupný v návštěvních hodinách od března do listopadu.

## Stavební podoba

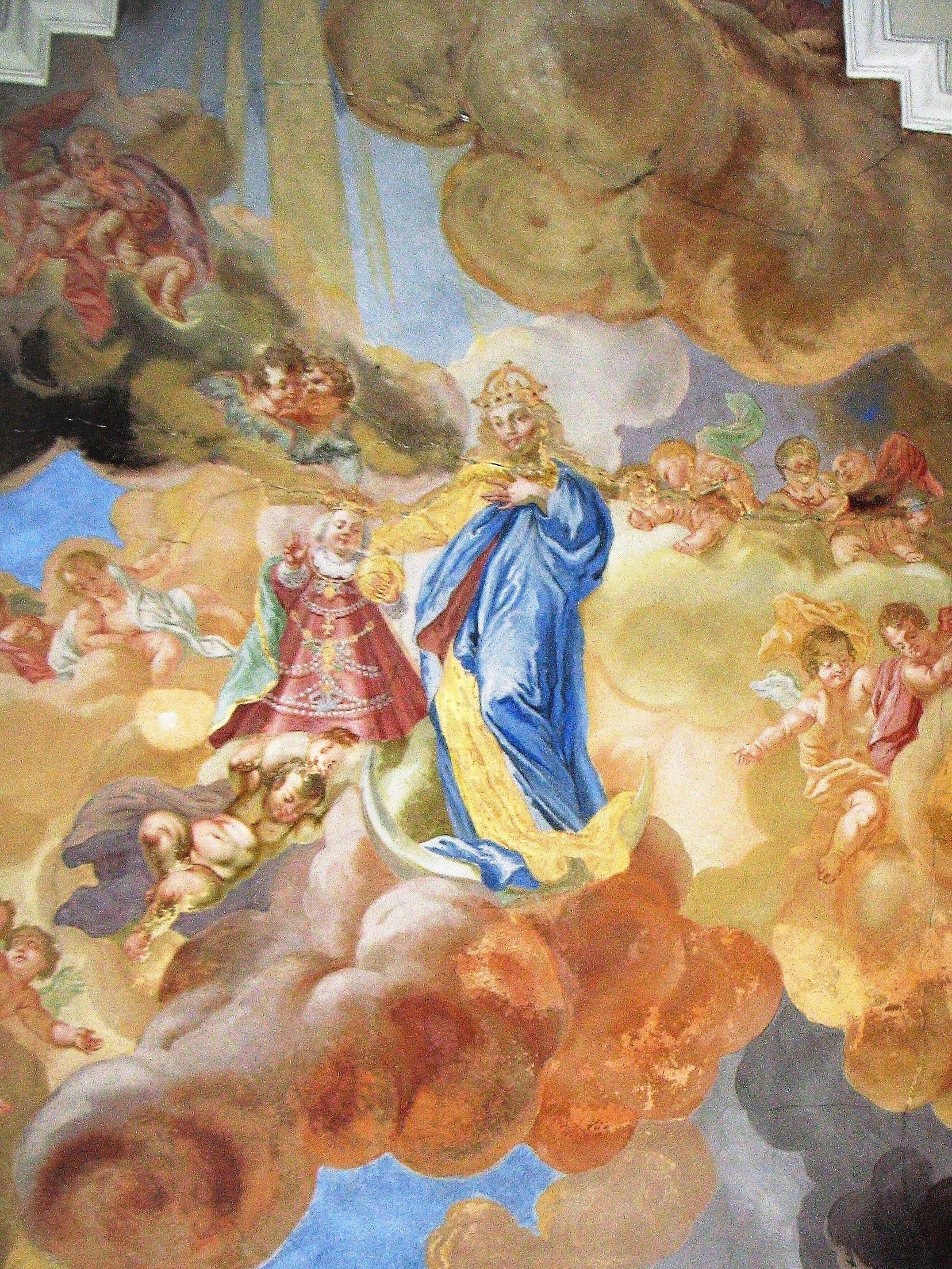
Freska Františka Siarda Nosického na stropě kostela v interiéru zámku

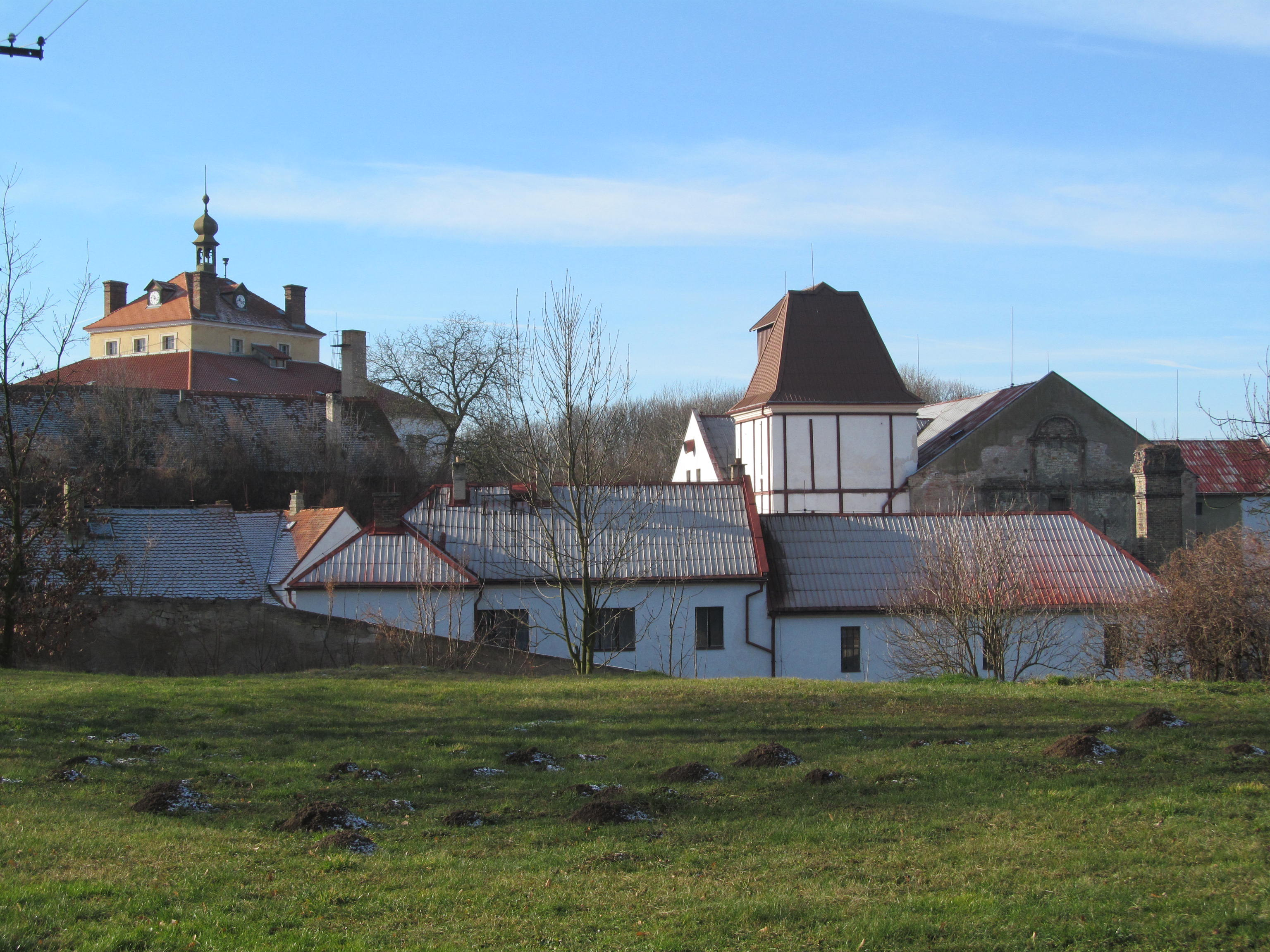
Zámecký mlýn

Památková ochrana se vztahuje na celý rozlehlý areál, jehož součástí jsou kromě samotného zámku hospodářská budova čp. 97 (bývalý pivovar) s barokní vstupní branou, druhé křídlo zmíněné hospodářské budovy (původně čp. 137), budova kovárny, ohraničující severní stranu dvora, třípodlažní objekt sýpky z první poloviny 19. století, opěrné a ohradní zdi a prostor někdejší barokní zahrady.
Jednopatrová zámecká budova má obdélný půdorys s pavilonovou nástavbou, ze které vybíhá vížka a hodiny. Okna v hlavním průčelí jsou obdélná. Dovnitř se vstupuje portálem s rozeklaným segmentovým štítem. Střední část prvního patra zdobí pilířová arkáda s balustrádou. Do prvního patra vede schodiště klenuté valenou klenbou s lunetami.
V prvním patře se nachází kaple Narození Panny Marie s barokním oltářem a plochým stropem, vybudovaná na počátku 18. století na místě někdejšího velkého balkónu. Před kaplí, která byla vysvěcena v roce 1716, je sakristie s dochovaným původním inventářem. Na kapli navazuje kostel s dřevěným obložením a se sochami a obrazy světců, který vznikl v době kolem roku 1750 přestavbou hlavního sálu zámku a který sloužil obyvatelům Pátku a okolních vesnic. Na stropě kostela je štukový rámec s freskou Madony od premonstrátského malíře Františka Siarda Noseckého. Ten je také autorem fresky a čtyř alegorických obrazů v  bývalém klášterním refektáři.
K zámeckému areálu patří budovy hospodářského dvora, do něhož se vjíždí barokní bránou zdobenou dvojicí přepásaných polosloupů a rozeklaným štítem. Průjezd za branou má valenou klenbu s lunetami a stěny členěné výklenky.

## Zámecké expozice
V důsledku využívání zámku různými institucemi v druhé polovině 20. století se jeho původní inventář prakticky nedochoval. Výjimku představovaly jen některé místnosti, do nichž byly zazděny vchody, jako například v případě sakristie u kaple Narození Panny Marie v prvním poschodí zámku. Před zpřístupněním vnitřních prostor, k němuž poprvé došlo ještě ve značně omezené míře až po roce 2003, byly místnosti zámku prázdné a zanedbané.
Po vypořádání restitucí strahovští premonstráti převzali jen část svého původního majetku a zašlý zámek přenechali obci. Městys Peruc zde ustanovil svého správce a postupně investoval do nezbytných oprav, s nimž pomáhají i členové některých dobrovolnických spolků.

Na počátku 20. let 21. století již byly do většiny místností doplněny expozice, vytvořené z předmětů nejrůznějšího původu - od nákupů, přes dary soukromých přispěvatelů až po zápůjčky, poskytnuté muzejními institucemi i některými výtvarníky, jejichž tvorba je spjata se zdejším regionem. Například s využitím informačních panelů, které zapůjčilo pražské Náprstkovo muzeum, byla na zámku vybudována expozice a životě a díle cestovatele, lékaře a etnografa Emila Holuba, který část svého dětství a mládí strávil spolu se svými rodiči v Pátku. 

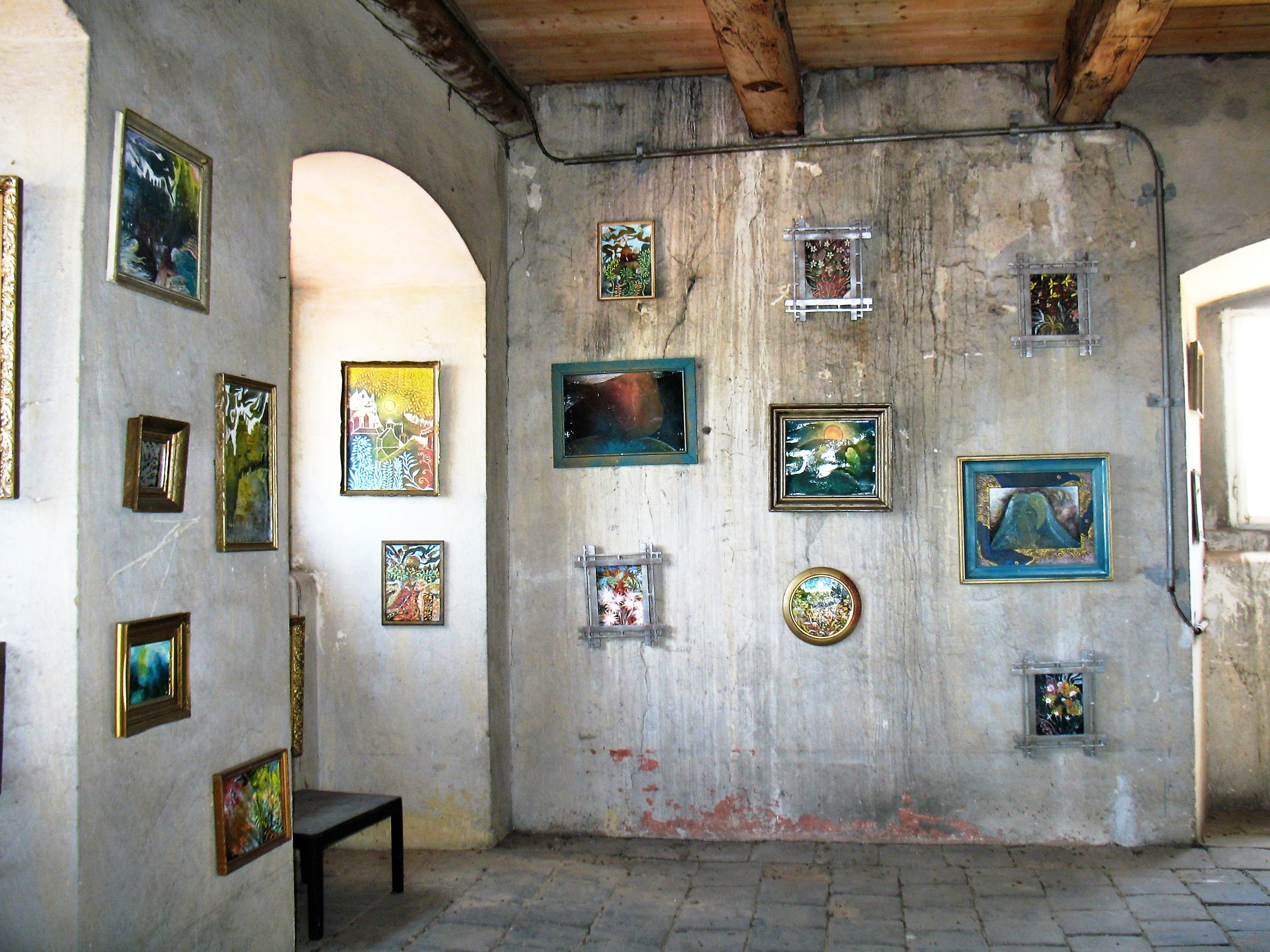
Galerie v podstřeší
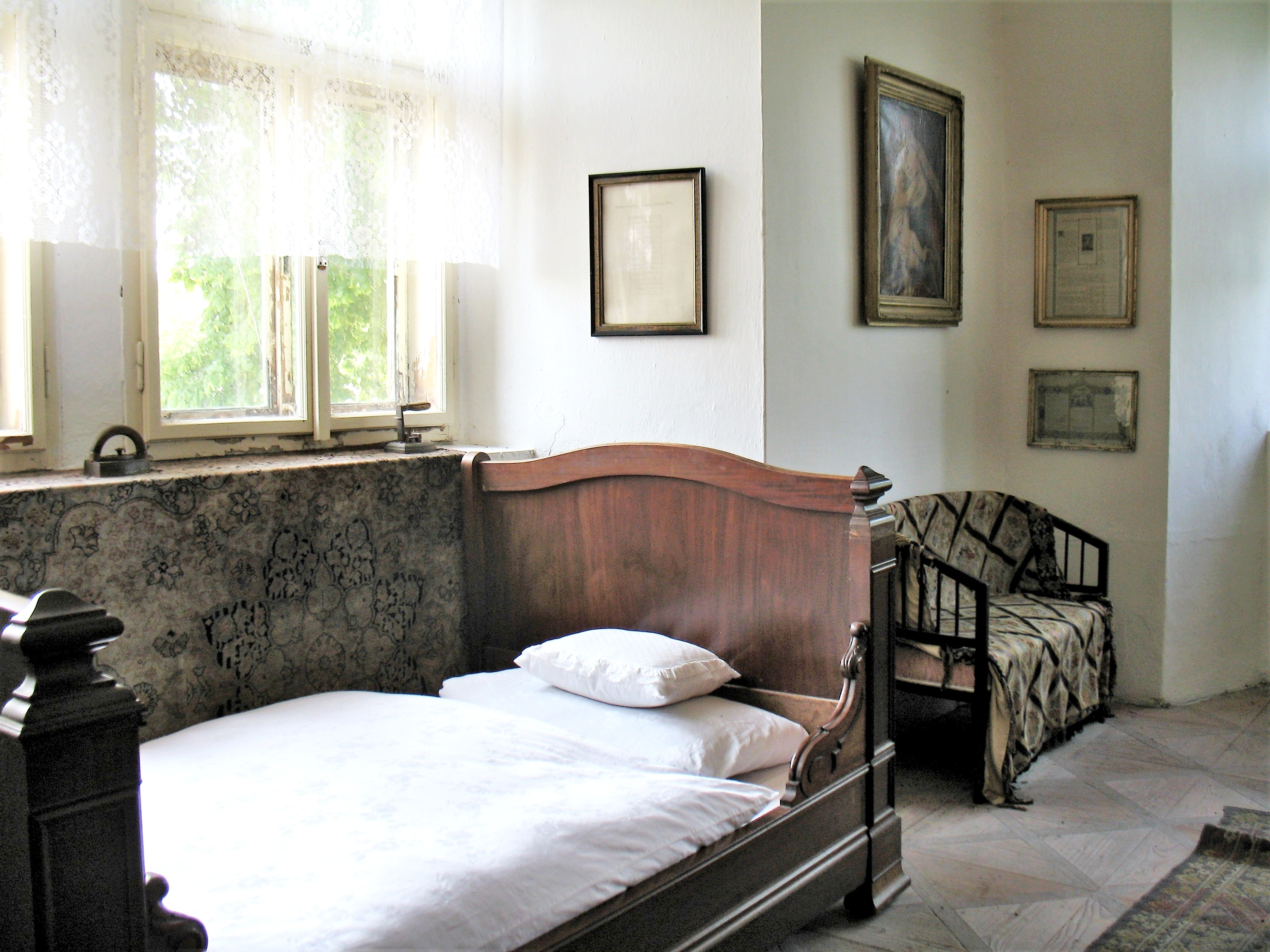
Expozice, znázorňující ložnici páteckého kaplana
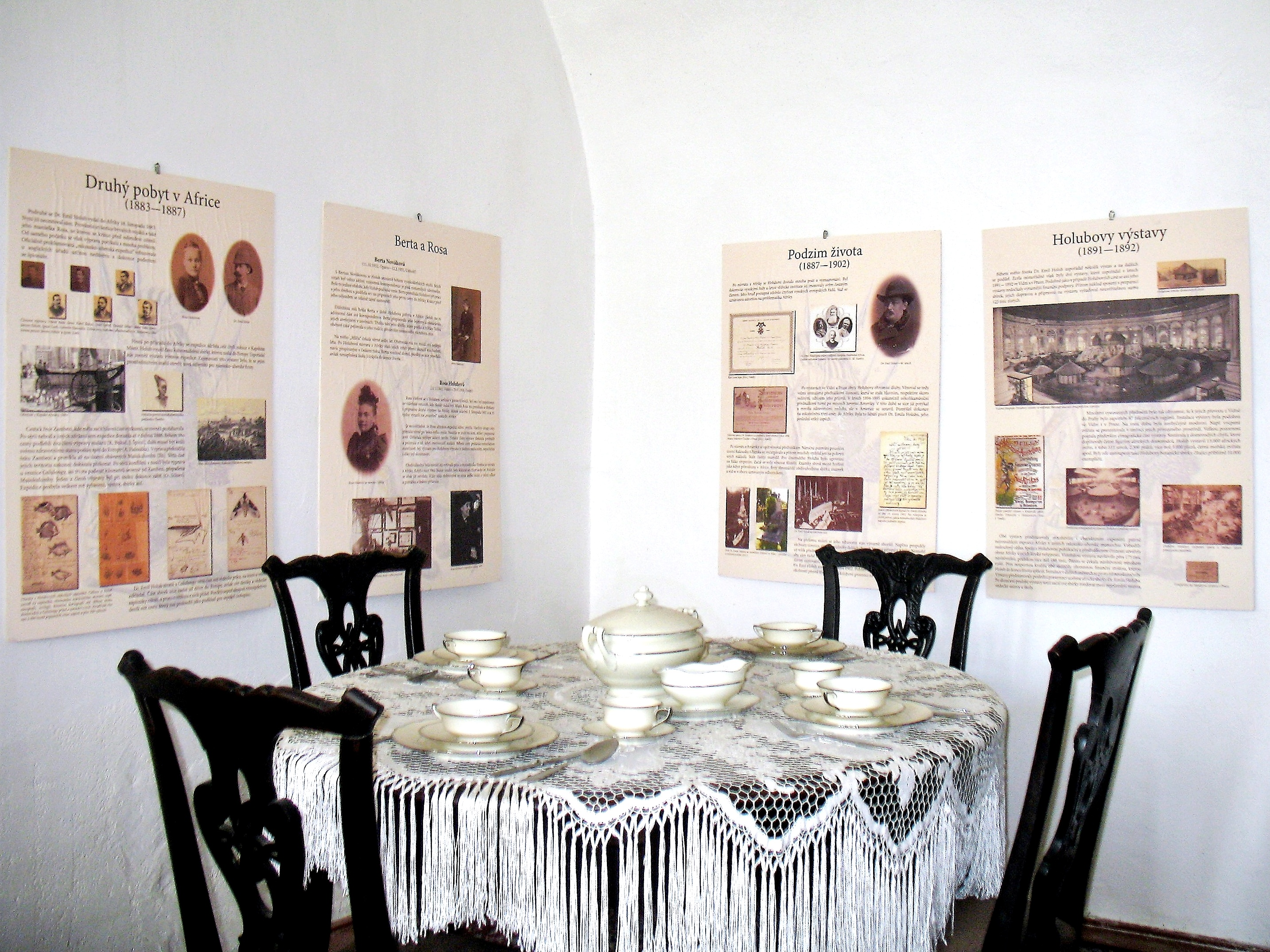
Výstava o životě Emila Holuba, vytvořená s přispěním Náprstkova muzea
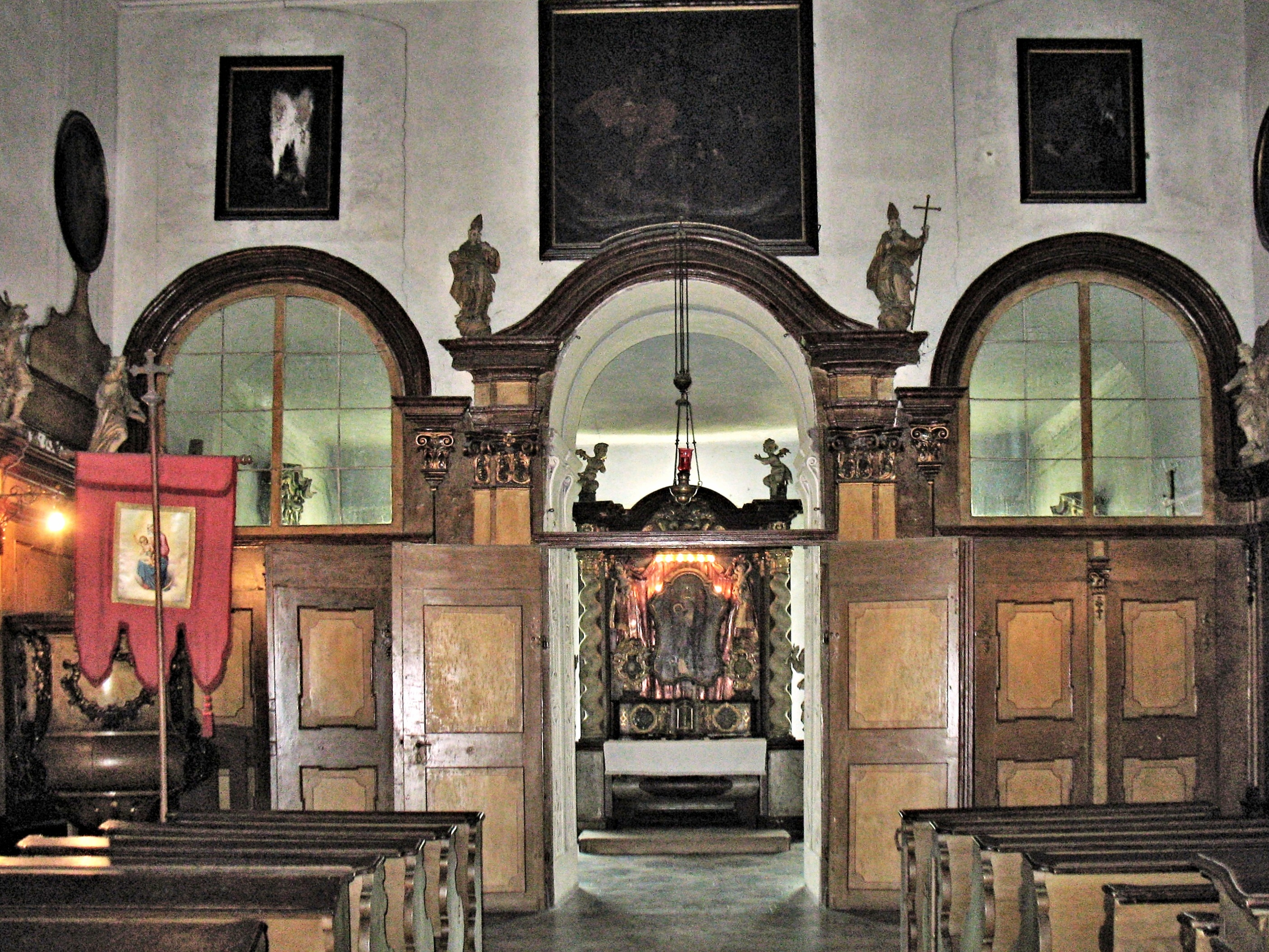
Interiér kostela z poloviny 18. století
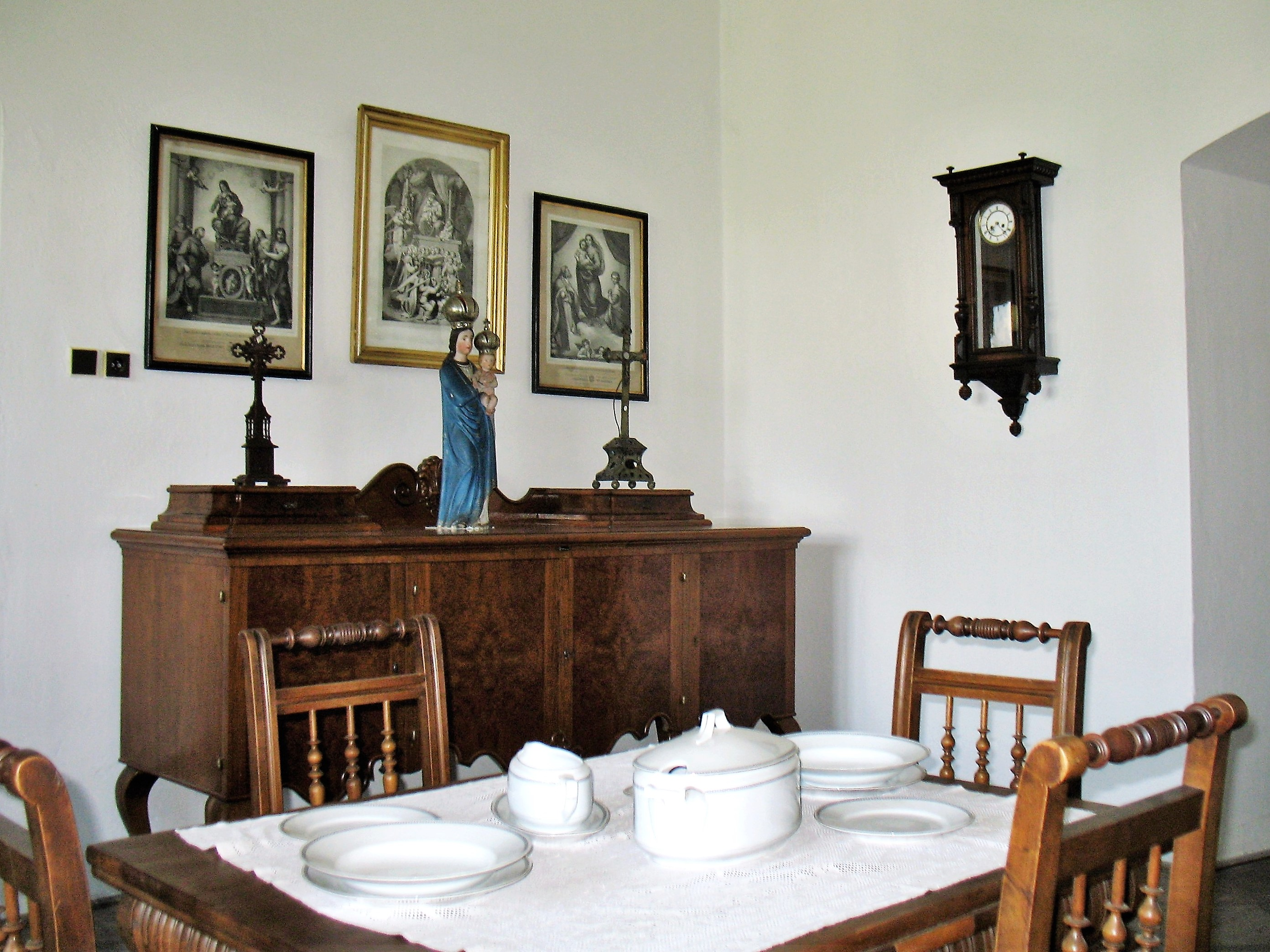
Místnost se soškou pátecké Madony
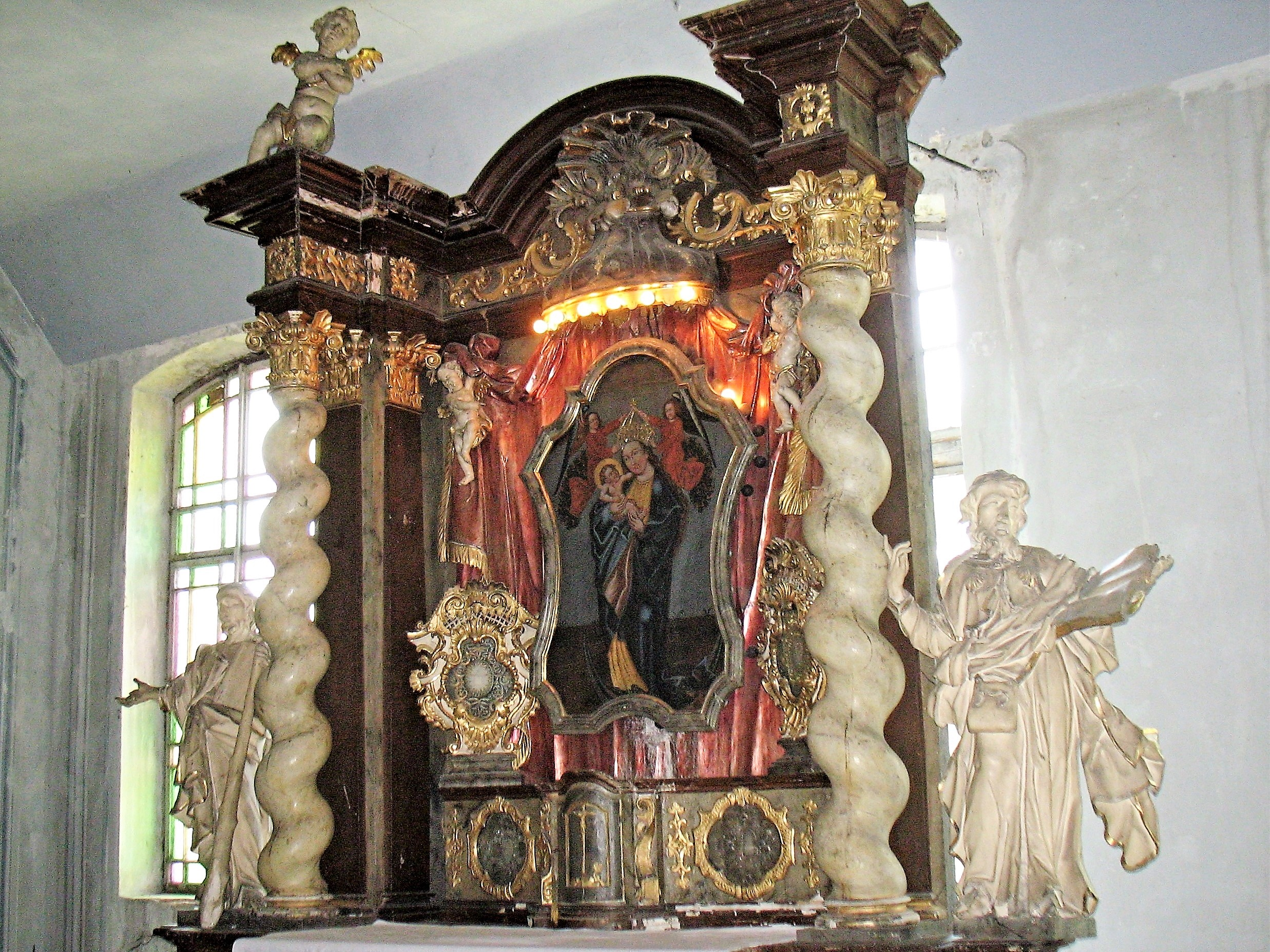
Hlavní oltář v kapli Narození Panny Marie